# Simon Oberdorfer

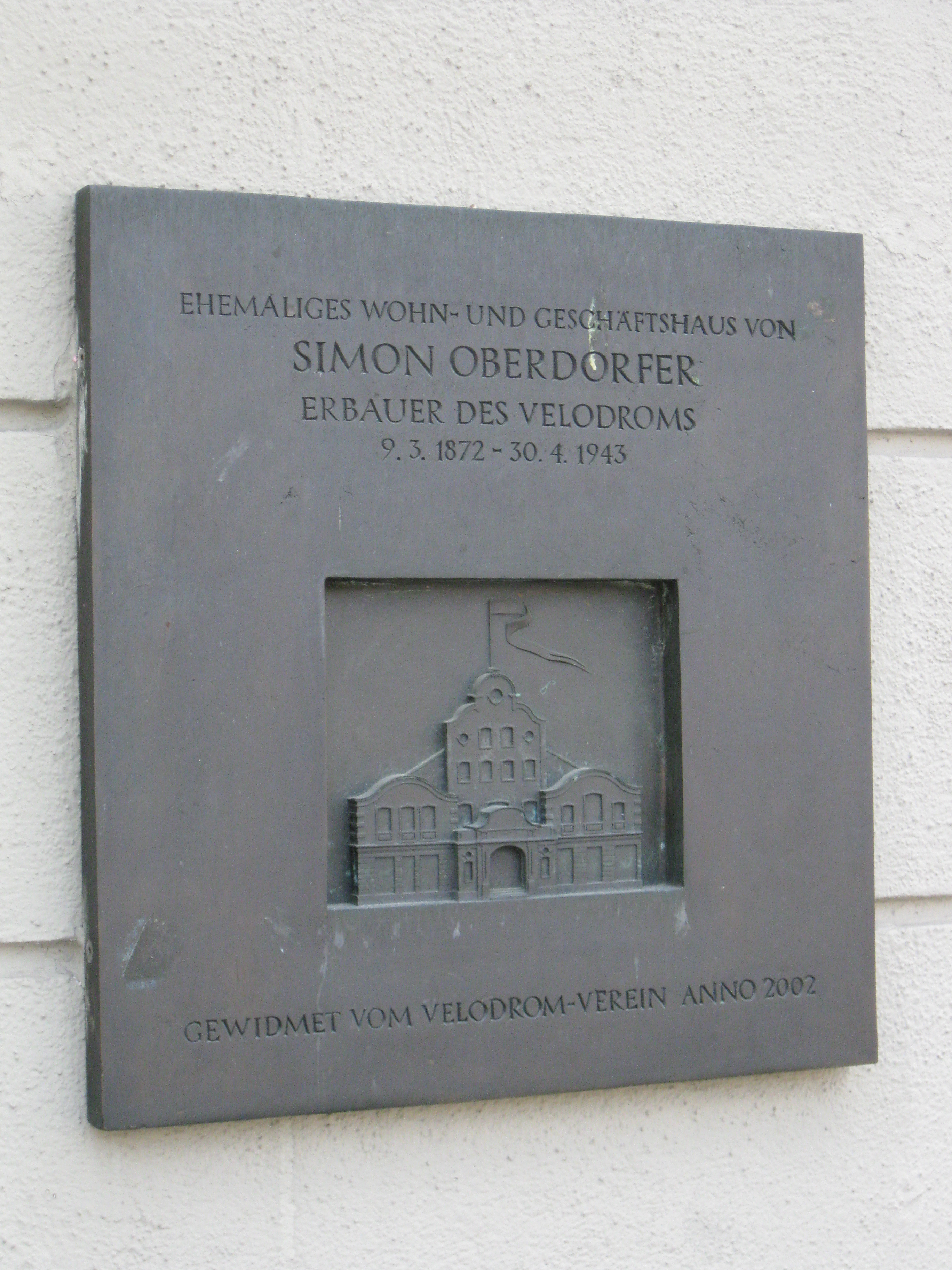
Gedenktafel für Oberdorfer an der Gaststätte Kneitinger, in unmittelbarer Nachbarschaft des Velodroms

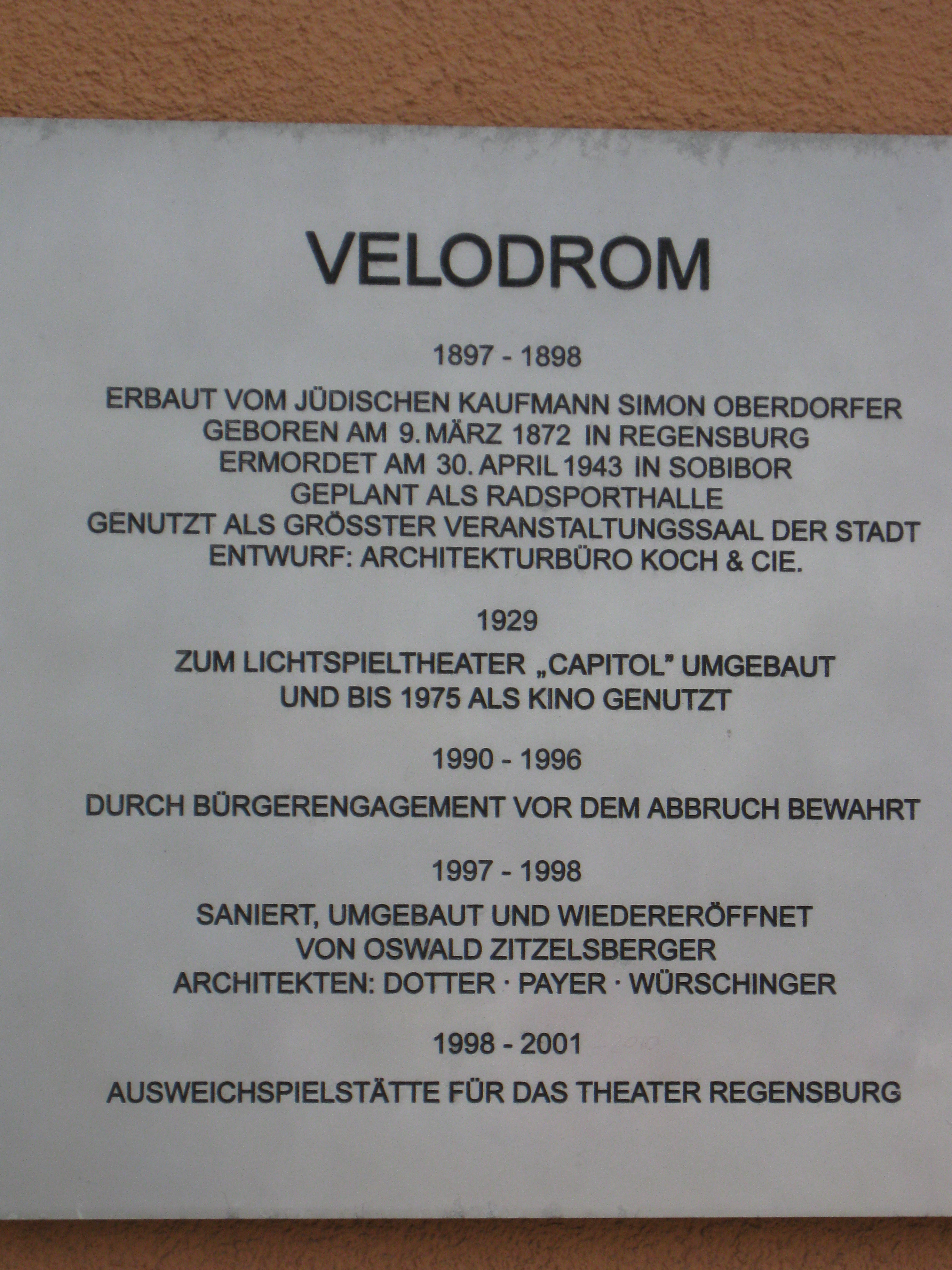
Tafel über Oberdorfer und die Geschichte des Gebäudes am Velodrom

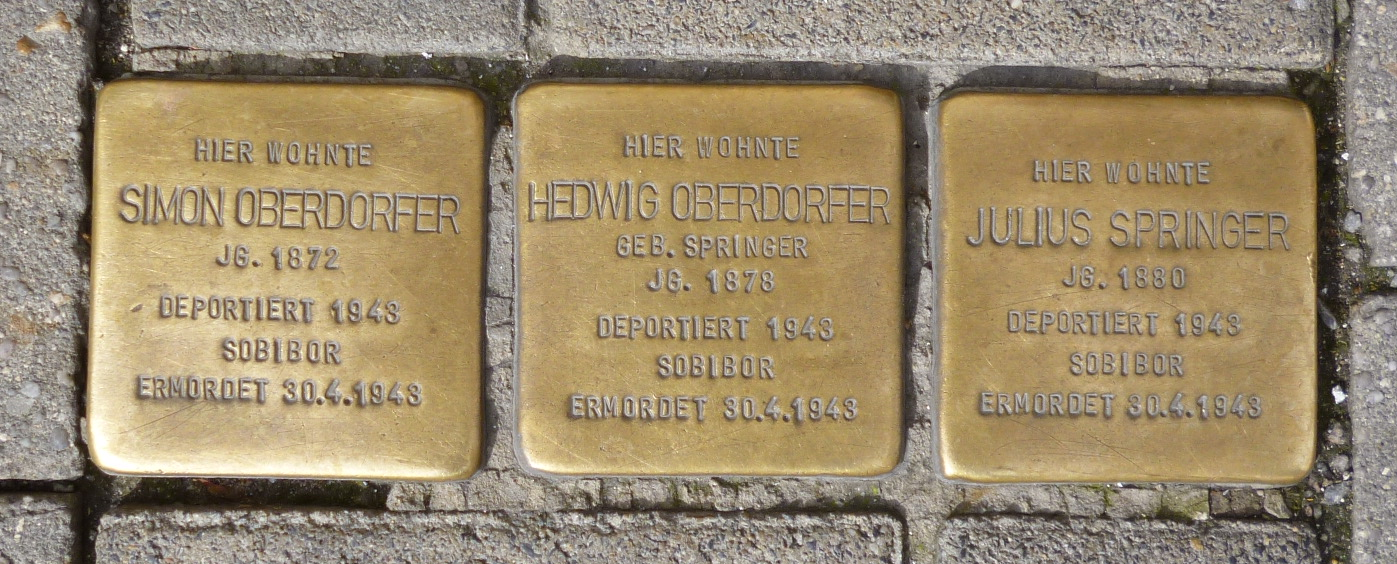
Stolpersteine für das Ehepaar Oberdorfer und den Schwager Julius Springer

Simon Oberdorfer (* 9. März 1872 in Regensburg; † 30. April 1943 in Sobibor) war ein Regensburger jüdischer Kaufmann, Fahrrad- und Autohändler, der von den Nationalsozialisten ermordet wurde. Oberdorfer war als Kunstradfahrer der Erbauer und Impresario des Regensburger „Velodroms“, das von ihm zunächst als Radsporthalle und später auch als städtisches Veranstaltungszentrum genutzt wurde. Zum Beginn des 20. Jahrhunderts wurde die Halle zunächst als Kino genutzt und diente nach 1974 als Kulissenlager für das Stadt-Theater. Als dann der Abriss des Gebäudes drohte, wurde das außergewöhnliche Bauwerk durch Bürgerengagement vor dem Abriss gerettet. Von 1990 bis 1996 wurde das Gebäude saniert und diente dann einige Jahre als Spielstätte des Theaters Regensburg, bis neue Sanierungsmaßnahmen nötig wurden, die im Jahr 2023 noch andauern.

## Leben
Der geachtete jüdische Geschäftsmann Oberdorfer betrieb in Regensburg eine Fahrradhandlung mit Reparaturwerkstatt, erweiterte seinen Betrieb später mit dem Handel von Autos und betrieb daneben auch eine Fahrschule. 1898 eröffnete Oberdorfer auf einem Grundstück westlich hinter dem Haus Arnulfsplatz Nr. 4 in Regensburg einen innovativen Stahlträger-Saalbau mit stützenloser Dachkonstruktion und umlaufenden, von kannelierten Säulen getragenen Balkonen namens „Velodrom“. Der Saal war mit 25 × 35 m seinerzeit der größte Saalbau in Regensburg. Oberdorfer, umgangssprachlich „Simmerl“ genannt, war zu seiner Zeit ein hochgeachteter und populärer Geschäftsmann. Er hatte 1891 den Wanderer-Radler-Verein gegründet, war selbst auch Kunstradfahrer und führte mit dem Verein im Velodrom selbst damals sehr beliebte Rad-Kunststücke vor. Bald wurde der Saal auch als Bühne und Veranstaltungssaal genutzt, wo sich auch Sozialdemokraten versammeln und öffentliche Veranstaltungen abhalten konnten, denen sonst in der klerikal-konservativen Stadt kein Saal zur Verfügung gestellt wurde. 1904 hielt hier Georg von Vollmar vor 1300 Zuhörern eine viel beachtete Rede und auch Kurt Eisner, Erhard Auer und Toni Pfülf sprachen öfter im Velodrom. 1929 ließ Oberdorfer das Velodrom zum „Capitol-Kino“ umbauen, das bis 1974 bestand.

## Flucht und Ermordung
1939 floh er gemeinsam mit seiner Frau Hedwig Oberdorfer (* 1878, geborene Springer) und seinem Schwager Julius Springer zunächst auf dem Flüchtlingsschiff St. Louis, dessen Flüchtlinge in Havanna nicht von Bord gelassen wurden. Schließlich gelangten sie in die Niederlande und lebten bis 1943 in Naarden bei Amsterdam. Im April 1943 wurde Oberdorfer gemeinsam mit seinen Verwandten in das Vernichtungslager Sobibor deportiert und dort am 30. April 1943 ermordet.

## Gedenken
In Regensburg erinnern heute zwei Gedenktafeln an Oberdorfer, eine direkt am Velodrom, das heute ein Teil des Theaters ist und eine an der Gaststätte Kneitinger, hinter der das Velodrom liegt. Am 15. Oktober 2017 wurde der Platz vor dem Velodrom nach Simon Oberdorfer benannt.